# Frederick Jagel
Frederick Jagel (Brooklyn, 10 giugno 1897 – San Francisco, 5 luglio 1982) è stato un tenore statunitense, attivo principalmente al Metropolitan Opera House di New York negli anni trenta e quaranta del XX secolo.

## Biografia
Studiò canto a New York e a Milano, debuttando in Bohème a Livorno nel 1924 ed esibendosi poi diversi teatri lirici italiani con lo pseudonimo di Federico Jaghelli. 
Dopo il ritorno in patria, debuttò al Metropolitan Opera l'8 novembre 1927 come Radames in Aida, con la direzione di Tullio Serafin. Nel corso di ventitré stagioni al Met cantò in 359 recite fino al 1950 interpretando 34 ruoli, principalmente nel repertorio italiano e francese.
Apparve anche a San Francisco, Chicago e Buenos Aires, prima di ritirarsi dalle scene nel 1950. Dopo il ritiro insegnò canto a New York; fra i suoi allievi i tenori Augusto Paglialunga,  Robert Moulson e John Stewart e il basso-baritono Justino Díaz. Fu anche direttore del dipartimento di canto ("Chairman of the Voice Department") al New England Conservatory of Music di Boston.